# توفت مانکس
توفت مانکس (به انگلیسی: Toft Monks) یک محله مدنی و روستا در بریتانیا است که در نورفک جنوبی واقع شده‌است. توفت مانکس ۶٫۸۷ کیلومتر مربع مساحت و ۳۴۸ نفر جمعیت دارد.